# 愛のくちづけ
「愛のくちづけ」は2018年2月28日に日本エンカフォンレコードから発売された、ザ・ジュリアンズのデビュー曲である。
作曲を三原綱木(ジャッキー吉川とブルー・コメッツ)が手掛け、ザ・ジュリアンズのプロデュースも担当している。
作詞はザ・ジュリアンズのリーダー 横山秀介、編曲はザ・ジュリアンズのディレクターでキーボード奏者の井上義之が担当している。